# Георг Кюкенталь
Георг Кюкенталь (нім. Georg Kükenthal або нім. Georg Kuekenthal, 30 березня 1864 — 20 жовтня 1955) — німецький ботанік, теолог та священик.       

## Біографія
Георг Кюкенталь народився у місті Вайсенфельс 30 березня 1864 року. Він був братом німецького зоолога Віллі Георга Кюкенталя.
З 1882 до 1885 року Георг Кюкенталь вивчав теологію у Тюбінгені та Галле.
Він зробив значний внесок у ботаніку, описавши багато видів насіннєвих рослин.  
Георг Кюкенталь помер у місті Кобург 20 жовтня 1955 року.

## Наукова діяльність
Георг Кюкенталь спеціалізувався на насіннєвих рослинах.  

## Наукові праці
- 1936. Cyperaceae-Scirpoideae-Cypereae, etc. Das Pflanzenreich. Hft. 10.
- 1909. Cyperaceae-Caricoideae, etc. En: Engler, HGA ed. DasPflanzenreich: regni vegetabilis conspectus 4 (20): 247. Leipzig.
- 1905. Kükenthal, G; L Gross. Carex divulsa × remota. Mitteilungen desbadischen botanischen Vereins 207: 74—75.
- 1930. Beiträge zur Flora von Coburg und Umgebung (Rosen und Brombeersträucher) (zusammen mit Hans Woldemar Schack).